# Селигерский, Александр Павлович
Александр Павлович Селигерский (24 июня 1916, Медведь, Новгородская губерния — 30 апреля 1979, Москва) — советский библиотековед и специалист в области фондоведения, кандидат педагогических наук, участник ВОВ.

## Биография
Родился 24 июня 1916 года в с. Медведь Новгородской губернии. В 1927 году поступил на рабфак в Ленинграде, который он окончил в 1932 году, после чего поступил на физико-математический факультет Ленинградского педагогического института имени А. И. Герцена, который он окончил в 1935 году.
В 1941 году в связи с началом ВОВ ушёл на фронт, младший  лейтенант, участвовал в обороне Одессы, обороне Севастополя. Получил тяжёлое ранение, в 1942 году был демобилизован и направлен на работу в военно-морские учебные заведения и заведовал библиотеками различных военных вузов.
В 1944 году поступил в МГБИ, который он окончил в 1949 году, в том же году поступил на аспирантуру ЛГБИ, которую он окончил в 1956 году и защитил диссертацию на соискание учёной степени кандидата педагогических наук. В 1964 году был принят на работу в ГПБ, где он заведовал сектором отделов фондов и обслуживания и проработал вплоть до 1976 года. В 1976 году ушёл на пенсию и переехал в Москву, но несмотря на это был принят на работу в ГБЛ на должность научного сотрудника и работал вплоть до смерти.
Скончался 30 апреля 1979 года в Москве.

## Научные работы
Основные научные работы посвящены библиотековедению. Автор свыше 50 научных работ.
- Создал теорию и методику формирования фондов массовых библиотек и единого фонда ЦБС.